# Elzevir Lake
Elzevir Lake är en sjö i Kanada.   Den ligger i countyt Hastings County och provinsen Ontario, i den sydöstra delen av landet, 150 km sydväst om huvudstaden Ottawa. Elzevir Lake ligger 255 meter över havet. Arean är 0,12 kvadratkilometer.
I omgivningarna runt Elzevir Lake växer i huvudsak blandskog. Runt Elzevir Lake är det mycket glesbefolkat, med 2 invånare per kvadratkilometer.